# 古海忠之

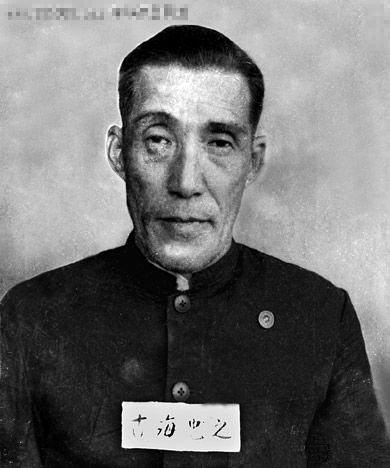
撫順戦犯管理所収容中の古海

古海 忠之（ふるみ ただゆき、1900年5月5日 - 1983年8月23日）は、日本の大蔵官僚、満洲国官僚、実業家。東京府出身。義兄に小金義照。長男は古海建一（国際善隣協会理事長、元東京銀行常務、元ユアサ商事会長）。勲二等瑞宝章（1971年）。

## 来歴・人物
京都一中、三高を経て、東京帝国大学法学部政治学科に進む。学生時代を通じて野球部に在籍し、主にキャッチャーをしていた（帝大時代にはラグビーも兼部）。中学時代には第3回全国中等学校優勝野球大会に出場した。
1924年大学卒業し、大蔵省入省。入省同期に、青木実（満洲国経済部次長、戦後はシベリア抑留を経て合同証券会長、水戸常陽銀行社長）、難波経一（のち満州国専売公署副署長、軍需省燃料局長官・同整備局長官などを経て、戦後山陽パルプ社長・会長）など。1932年の満洲国建国にともない、関東軍の人材要請で、星野直樹国有財産課長の下で選抜され満州国派遣官吏の一員となった。
アヘン戦争以前より中国大陸全域同様、アヘン禍にあった満洲では、1932年10月のアヘン法制定から、アヘン漸減方針に基づいたアヘン断禁政策をとり、アヘンを国有化した。そのため大蔵省の同期でもあった難波経一が専売公署（のち専売総署）の実質的責任者に就任した。1938年に対中中央機関である興亜院が設立された。これまで特務機関ごとに謀略資金として管理運営されていた阿片利益金を興亜院が一括管理することとなり、満洲国が掌中に納めていた蒙彊産阿片の利益金も管理対象となったことから、古海が興亜院との折衝窓口となった。1940年6月、満州国国務院経済部次長に就任。次長在任中は、従来からの阿片漸減政策を踏襲しつつも、戦費調達の必要上関東軍より一際需要のあった熱河産の阿片などの売り捌きを依頼され、親友でもあった里見甫に託した。
1937年、満洲国協和会指導部長に推されるも拒否。それを聞いた同・総務部長 甘粕正彦が熱心に口説いて、人事処長（局長）兼任での部長就任となった。熱心に口説かれたのは、協和会が関東軍参謀副長として満洲国に再び返り咲いていた 石原莞爾個人の“同志的組織”傾向にあったことから、これを“国民組織”に改革する必要性を甘粕らが感じとっていたためだという。指導部長就任以降は石原と激しく対立、星野・岸信介らをバックに持ち、甘粕は勿論として最終的に関東軍自体が古海に味方したことから、1938年12月、石原は舞鶴要塞司令官に左遷された。従来、石原が左遷されたのは、関東軍参謀長 東條英機、東條に兄事する官僚的・現実的な甘粕に対して、野人的・理想家肌の石原とが水と油の相容れない不仲の関係にあったからだとされているが、直接的な引き金を引いたのは、この時の協和会での古海との対立にあったからだと、古海自身が述べている。
これにより総務部長の甘粕に、指導部長の古海の二頭体制で協和会は運営されていくこととなったが、石原が左遷されたこととの均衡上、関東軍の介入で古海も指導部長を解任され、ドイツのナチ党党大会など欧州視察に出されることとなった。
1944年、石渡荘太郎大臣及び谷口恒二次官から、大蔵次官候補として帰国し、大蔵省理財局長への就任要請をされたが、日本の敗戦後まで新京に残り、武部六蔵総務庁長官の補佐役として満洲国では実質的な副総理格として、満州国の政策決定に関与してきた。
1945年8月16日朝、甘粕が、満映理事長室で「ウィスキーの会」を催すにあたり、国務院のなかでは、特に親しかった古海と関屋悌蔵（厚生部次長）の二人のみを招いた。それが最後の自殺をする前のお別れの会であることが知られるところとなり、古海は甘粕の自殺を防止すべく説得に当たってきたが、その甲斐も無く古海および大園長喜（甘粕と憲兵同期、興安北省次長から満洲農機具会社理事長）宛の遺書だけが遺された 。
程なくしてソ連軍に捕らえられると、主な軍官吏と共にシベリア抑留される。酷寒の過酷な抑留生活中には、満州国の政策決定に関与してきたことから、ソ連軍により「反動」より重い「戦犯」に認定された。そのためもあって、ハバロフスクラーゲリでは、古海・下村信貞（外交部次長、対ソ戦準備容疑でソ連にて獄死）・井上忠也（大同学院長）・高橋康順（満州国参議府参議）らが「民主運動」「反軍闘争」の“当て馬”として将官ラーゲリから一般ラーゲリに移された。（同胞の）下士官や兵隊らの吊し上げや虐めの対象とされ、「おまえなんか、シベリアの白樺の肥やしにでもなれ！」との言葉を投げつけられたことや、それぞれ後年に至るまで障害が残る程、死の淵を彷徨う寸前に至るまで最も重い労働を課されたことなどを自著で綴っている。
1950年、八路軍の下、撫順監獄に移送される。衣食住などの待遇面ではソ連時代のそれと比べ際立って改善されつつも、「認罪」など自主的な思想改造学習（ないし洗脳）を課され、1963年2月まで戦犯として囚人の身にあった。同年3月、日本に帰国。満期を残しての帰国理由として、高度経済成長の途上にあった日本との関係改善のために、岸信介ら保守右派と近かったのが古海自身だったからだともしている。当時撫順戦犯管理所には、八路軍のゲリラと激闘を繰り広げた鈴木啓久（元陸軍中将、元第117師団長、同年5月釈放・帰国）ほか、計11人が残っていた。
撫順戦犯管理所において、全戦犯が参加する大会で自分の犯罪についてついて語った。「古海はためらうことなく、自分の罪状をよどみなく話した」、「古海の自白は高級戦犯たちの思想の『砦』に大きな衝撃をもたらした。この四年間、五棟、六棟の高級戦犯たちは一切過去のことは黙して語らなかったが、古海の自白が突破口となり、自分の犯行について口を開くようになった」（金源,2020：149）。
帰国後は中国帰還者連絡会（中帰連）に加わって日中協会の役員も務めて日中友好活動に携わる一方で岸信介の世話になり、1965年の第7回参議院議員通常選挙において全国区に自由民主党公認で出馬したが、母体となる引揚者団体を津汲泰宏（無所属）と分け合う形となったこともあり、落選した。

## 経歴
- 1924年4月 東京帝国大学法学部政治学科卒業後、大蔵省入省、銀行局特別銀行課属。
- 1924年11月 高等文官試験行政科合格
- 1924年12月 兵役（1925年12月まで）
- 1926年12月 宇都宮税務署長
- 1929年12月 東京幸橋税務署長
- 1932年3月 大蔵省営繕管財局事務官
- 1932年7月 大蔵省満洲国派遣団一員として渡満
団長に星野直樹（国務院財政部総務司長）、その他に松田令輔（総務庁主計処長、大蔵省総務局長など、戦後東急エージェンシー社長、東急ホテルチェーン社長）、田村敏雄（財政部税務司国税科長、浜江省次長、戦後大蔵財務協会理事長、宏池会事務局長）、田中恭（財政部理財司長、満洲重工業理事、満洲製鉄常務理事）、阪田純雄（財政部税務司長、興亜院、戦後名古屋財務局長を経て、証取委事務局長、日本電工社長）、永井哲夫（財政部関税司長）、山梨武夫（専売総局副局長、財政部総務司長、同商務司長などを経て満州重工業理事、1945年10月逝去、東北帝大卒）など。他に関東庁在籍大蔵官僚の源田松三（財政部税務司長、のち総務庁次長、奉天省次長、戦後モロゾフ酒造社長・会長、広島加計町長、源田実の兄）も加わった[11]。
- 1932年8月 大蔵省辞職
- 1932年10月 満州国国務院総務庁理事官・総務庁主計処総務科長兼特別会計科長
- 1933年5月 主計処一般会計科長
- 1933年9月 人事処給与科長
- 1934年12月 人事処長
- 1935年春 新京満洲国野球団監督。同年秋、設立なって間もない東京巨人軍を倒す。
- 1935年11月 主計処長
- 1937年 星野に推されても拒否していたが、甘粕正彦が熱心にくどいて主計処長兼任で満州国協和会指導部長に就く。
- 1939年3月 欧米出張（1940年5月まで）
- 1940年 経済部次長
- 1941年 総務庁次長
前任には岸信介など。次長在任中は、満洲国の各部次長（全て日本人）からなる実質的政策決定会合である「火曜会」にて、第一次満州国産業開発五ヵ年計画策定に参与・決定するなど、「満州国の副総理」と呼称された。
- 1945年9月 新京にてソ連軍に逮捕されシベリアのチタやハバロフスク等のラーゲリに抑留される（シベリア抑留）。
- 1950年 撫順監獄に移送される。
- 1956年6月 禁錮18年の判決
- 1963年2月 出所
- 1963年3月 帰国
- 1965年7月 参院選出馬、落選
- 1966年2月 大谷重工業副社長
- 1968年5月 東京卸売センター社長
- 1978年2月 同会長、のちテーオーシー相談役、ニューオータニ取締役
- 1983年8月23日 死去（83歳没）。

### 関連文献
- 片倉衷と『挫折した理想国 - 満州国興亡の真相 - 』（現代ブック社, 1967年）
- 城野宏と『獄中の人間学』（竹井出版, 1982年 / 致知出版社, 2004年）
- 『満州国史 総論・各論』（満州国史編纂刊行会編、満蒙同胞援護会, 1970年－71年）
- 金源『撫順戦犯収容所長の回想』桐書房、2020年